# Суліцький Олександр Сергійович
Олекса́ндр Сергі́йович Сулі́цький (нар. 19 червня 1979 — пом. 9 серпня 2014) — сержант Збройних сил України.

## Життєпис
Батьки познайомилися та побралися в Росії, де працювали. Народився 1979 року в смт Квасилів (Рівненський район, Рівненська область). Закінчив 9 класів квасилівської щколи; СПТУ № 16, здобув професію «слюсар з ремонту автомобілів». Працював водієм. 1997 року був призваний на дійсну військову службу до Збройних сил України.
Трудову діяльність розпочав 2000-го на підприємстві ВАТ «Рівнеголовпостач», слюсар з ремонту прокатної техніки V розряду. З 2001 по 2014 роки працював на різних підприємствах, наостанок — водієм у споживчому товаристві.
В часі Євромайдану перебував на лікарняному ліжку. З огляду на проблеми зі здоров'ям (слабкий зір — автомобіль водив тільки в окулярах — та гострий панкреатит), не пішов до військкомату, записався добровольцем. 2 місяці навчався на Рівненському полігоні. Від 20 травня 2014-го — сержант 2-го батальйону територіальної оборони Рівненської області «Горинь», водій-слюсар.
Загинув у бою під час виконання бойового завдання від розриву гранати, прикриваючи собою товаришів по службі. Мав можливість відкинути гранату від себе — але поряд стояли бензовози.
Залишилися дружина Надія, донька Олександра 2001 р.н., сестра Ірина Мурашко.

## Нагороди та вшанування
- 21 березня 2016 року — за особисту мужність і героїзм, виявлені у захисті державного суверенітету та територіальної цілісності України, вірність військовій присязі під час російсько-української війни, відзначений — нагороджений орденом «За мужність» III ступеня (посмертно).[1]
- У Квасилівській школі-ліцеї відкрито пам'ятну дошку випускнику Олександру Суліцькому.

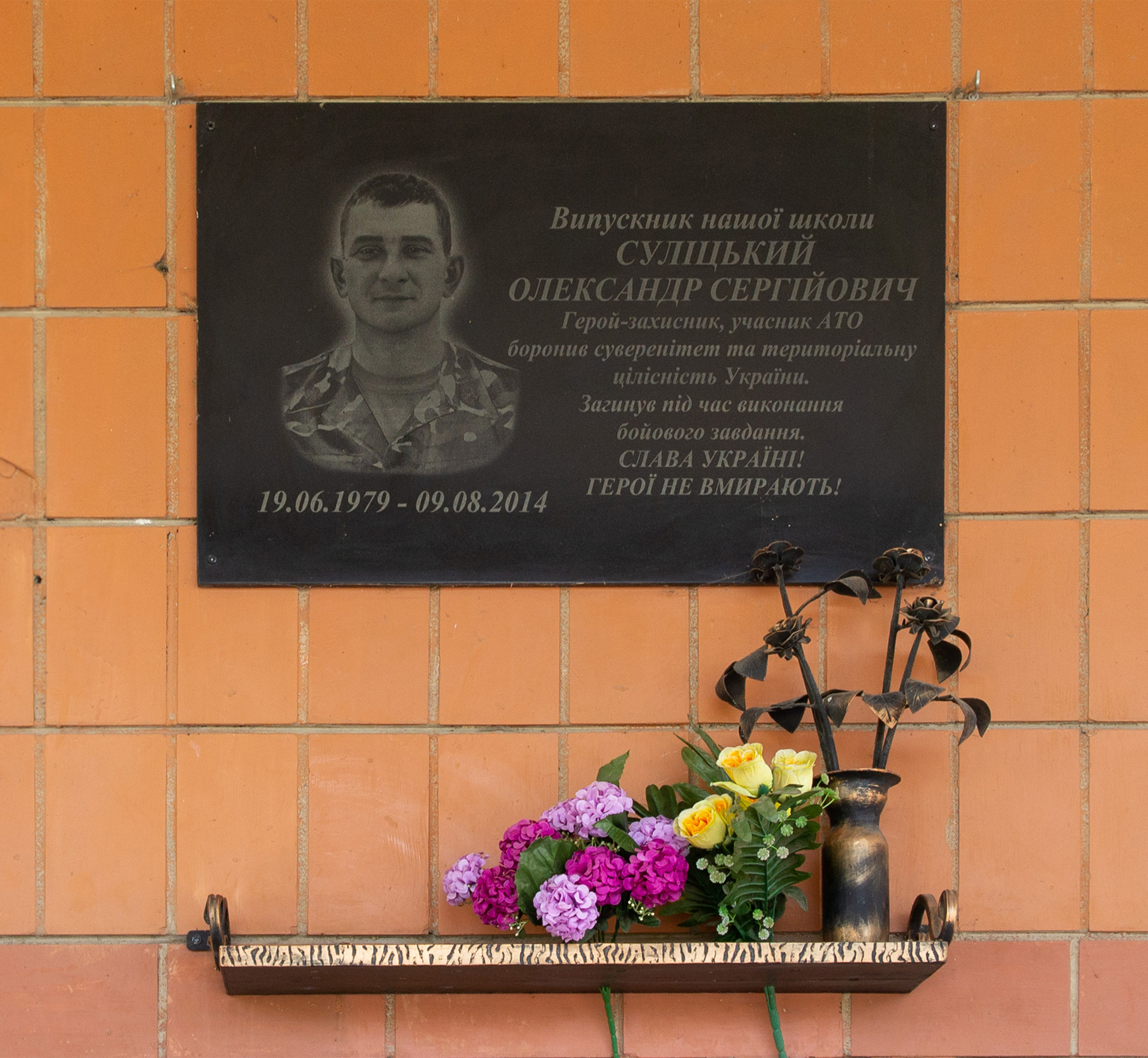
Пам'яті Суліцького Олександра Сергійовича (1979—2014), героя-захисника, учасника АТО.
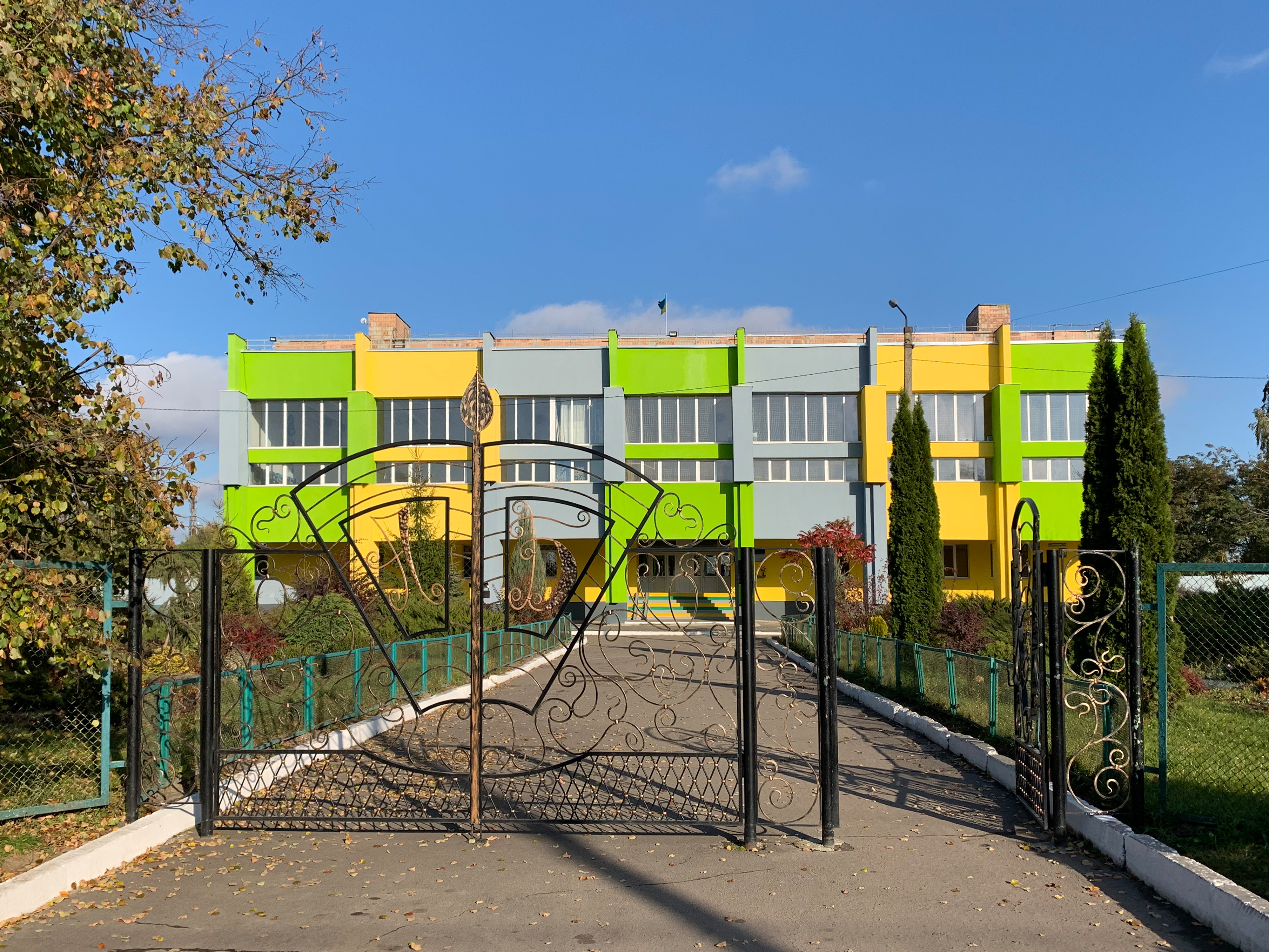
Квасилівський НВК "школа - ліцей"

- його портрет розміщений на меморіалі «Стіна пам'яті полеглих за Україну» в Києві: секція 2, ряд 9, місце 27.
- вшановується 9 серпня на щоденному ранковому церемоніалі вшанування захисників України, які загинули за свободу, незалежність і територіальну цілісність нашої держави.[2]
- Почесний громадянин міста Рівне (посмертно)[3][4]